# Меденевичский сельсовет
Меденевичский сельсовет (бел. Мядзе́невіцкі сельсавет) — упразднённая административная единица на территории Барановичского района Брестской области Белоруссии.

## История
24 августа 2013 года Меденевичский сельсовет упразднён.

## Состав
В состав сельсовета входило 8 деревень:
| Населённый пункт         | СОАТО         | Координаты                      |
| ------------------------ | ------------- | ------------------------------- |
| деревня Заосье           | 1 204 845 036 | 53°17′20″ с. ш. 26°05′56″ в. д. |
| деревня Круглики         | 1 204 845 041 | 53°16′08″ с. ш. 26°08′02″ в. д. |
| деревня Меденевичи       | 1 204 845 046 | 53°17′17″ с. ш. 26°04′31″ в. д. |
| деревня Мелеховичи       | 1 204 845 051 | 53°14′59″ с. ш. 26°07′15″ в. д. |
| деревня Михновщина       | 1 204 845 056 | 53°17′51″ с. ш. 26°03′29″ в. д. |
| деревня Новые Войковичи  | 1 204 845 061 | 53°15′49″ с. ш. 26°06′26″ в. д. |
| деревня Стайки           | 1 204 845 066 | 53°15′15″ с. ш. 26°10′48″ в. д. |
| деревня Старые Войковичи | 1 204 845 071 | 53°15′06″ с. ш. 26°05′51″ в. д. |